# Volksbank Reutlingen
Die Volksbank Reutlingen war von 1861 bis zur Fusionierung 2020 eine deutsche Genossenschaftsbank mit Sitz in der Gartenstraße in Reutlingen im Landkreis Reutlingen (Baden-Württemberg).

## Geschichte
Die Volksbank Reutlingen wurde 1861 unter dem Namen "Reutlinger Handwerkerbank" gegründet. Im Jahre 2020 wurde die Bank mit den Vereinigten Volksbanken, Sindelfingen, verschmolzen.

## Rechtsgrundlagen
Rechtsgrundlagen der Bank waren das Genossenschaftsgesetz und die Satzung. Die Organe der Genossenschaftsbank waren der Vorstand, der Aufsichtsrat und die Vertreterversammlung. Die Bank war der BVR Institutssicherung GmbH und der Sicherungseinrichtung des Bundesverbandes der Deutschen Volksbanken und Raiffeisenbanken e. V. angeschlossen. Seit der Fusionierung bleibt der frühere Geschäftssitz in der Gartenstraße Reutlingen eine Hauptstelle der Vereinigten Volksbanken.

## Niederlassungen
Die Volksbank Reutlingen unterhielt 20 personenbesetzte Geschäftsstellen.

## Abmahnungen und Prozess wegen Strafzinsen für Kleinsparer im Jahr 2017
Mögliche Negativzinsen („Strafzinsen“) für Kleinsparer beschäftigten am 8. Dezember 2017 die Richter am Landgericht Tübingen. In einem Preisaushang hatte die Volksbank Reutlingen Negativzinsen  für Sparguthaben für möglich erklärt – allerdings bisher keinen Kunden zur Kasse gebeten. Trotzdem protestierte die Verbraucherschutzzentrale Baden-Württemberg und forderte eine Unterlassungserklärung. Die Volksbank strich die Strafzinsen wieder aus ihren Geschäftsbedingungen, weigerte sich jedoch, die Zinsen auch für die Zukunft auszuschließen. Nach einer Klage der Verbraucherschützer muss nun das Gericht verhandeln, ob die Einführung von Strafzinsen für Privatkunden zulässig ist oder nicht. Verbraucherschützer und Ökonomen sehen den Fall als richtungsweisend für die Bankenbranche an.
Das Landgericht Tübingen hat nun nach der Verhandlung am 8. Dezember mitgeteilt, dass bei neu angelegten Konten Negativzinsen für Kleinsparer zulässig seien. Problematischer sei dies bei alten Kontoverträgen, argumentierten die Richter. Der Anwalt der Volksbank berief sich auf variable Zinsen, die jeder Kontoinhaber beim Abschluss seines Vertrages akzeptiere. In Zeiten niedriger Zinsen könnten diese eben auch ins Minus gehen. Für die Richter ist entscheidend, ob und wann Kunden von ihrer Bank auf die möglichen Kosten hingewiesen würden. Neue Verträge seien somit unbedenklich, da sich die Vertragspartner bewusst auf die entsprechenden Konditionen einließen.
Würden Negativzinsen allerdings auf alte, bestehende Verträge berechnet, sei das problematisch, da es ohne das bewusste Einverständnis der Sparer geschehe. Das Urteil wurde am 26. Januar 2018 veröffentlicht; danach sind "allgemeine Geschäftsbedingungen einer Bank, mit denen bei Sicht-, Termin- und Festgeldeinlagen im Verhältnis zu Verbrauchern Negativzinsen eingeführt werden, dann nach § 307 BGB unwirksam, wenn davon auch Altverträge erfasst werden, die ohne eine Entgeltpflicht des Kunden geschlossen wurden."  Die Richter verwiesen jedoch darauf, der Fall habe das Potenzial, womöglich sogar vor dem Bundesgerichtshof zu landen.